# Ursula Rzodeczko
Ursula Rzodeczko (* 9. März 1929 in Groß-Peterwitz; † 3. Oktober 2017 in Dresden) war eine deutsche Malerin und Hochschullehrerin.

## Leben
Nach der Grundschule arbeitete Ursula Rzodeczko als Land- und Fabrikarbeiterin. 1945 wurde die Familie in der Folge des Zweiten Weltkriegs aus Niederschlesien in die sowjetische Besatzungszone vertrieben. Von 1948 bis 1951 studierte Ursula Rzodeczko nach einem Vorstudium Kunsterziehung bei Conrad Felixmüller an der Martin-Luther-Universität Halle-Wittenberg und 1951 bis 1956 an der Hochschule für Bildende Künste Dresden Malerei bei Heinz Lohmar, Rudolf Bergander, Erich Fraaß, Max Erich Nicola und Paul Michaelis. Für ihr Diplom schuf sie das Tafelbild „Kinder mit Lampions“. Von 1956 bis 1957 arbeitete Ursula Rzodeczko in Dresden als freiberufliche Malerin. Ab 1957 war sie an der Hochschule für Bildende Künste Dresden Assistentin, dann Oberassistentin in den Bereichen Kunsterziehung und Abendstudium. Sie war in diesem Zeitraum neben Jutta Damme und Eva-Maria Schreiter neben 24 Männern die einzige weibliche Lehrkraft. Ab 1979 war sie Meisterschülerin von Gerhard Kettner. 1983 erhielt sie eine Dozentur.
1989 wurde sie mit dem Martin-Andersen-Nexö-Kunstpreis der Stadt Dresden geehrt. Sie war bis 1990 Mitglied im Verband Bildender Künstler der DDR.
Ursula Rzodeczko war die Schwester von Edith Rzodeczko. Sie lebte und arbeitete bis zu ihrem Ableben zurückgezogen in ihrer Wohnung in einem Dresdner Hochhaus. Ihre Grabstätte befindet sich auf dem Dresdener Trinitatisfriedhof.

## Darstellung Ursula Rzodeczkos in der Bildenden Kunst
- Hans Steger: Porträt Ursula Rzodeczko (1965, Porträtbüste, Terrakotta, bemalt auf Holzsockel; Sächsischer Kunstfonds)[5]
- Siegfried Klotz: Porträt Ursula Rzodeczko (1972, Öl;  Alte Nationalgalerie Berlin)[6]

## Rezeption
„Ursula Rzodeczko ist eine echte Ausnahme-Künstlerin. Eine, die auch international von sich reden machte … In Dresden gehörte Ursula Rzodeczko zu den gefragtesten Malerinnen… Generationen von Kunststudenten haben bei ihr wichtige Schritte ins künstlerische Leben gemacht, und noch heute wird sie von ihnen sehr verehrt.“
„Ursula Rzodeczko gelang … ein neues Anknüpfen an expressionistische Malgesinnungen: Gemälde aus den siebziger Jahren lassen durch ihren Farbgehalt an Jawlensky denken.“

## Museen und öffentliche Sammlungen mit Werken Ursula Rzodeczkos (unvollständig)
- Dresden: Galerie Neue Meister[9]
- Dresden: Sächsischer Kunstfonds[9]

## Eigene Publikationen
- Ursula Rzodeczko: Malerei und Zeichnung. Dresden, 1995

## Ausstellungen (unvollständig)

### Einzelausstellungen
- 1989 Schwerin, Staatliches Museum (Gemälde und Zeichnungen)
- 1983 Dresden, Glockenspielpavillon (mit Gerda Lepke, Max Uhlig und Horst Weber)
- 1989 Dresden, Galerie Mitte (Bilder, Pastelle)
- 2009 Dresden, Villa Eschebach
- 2014/2015 Liegau-Augustusbad, Galerie Klinger (Malerei)
- 2016 Liegau-Augustusbad, Galerie Klinger (mit Peter Graf, Christina Schlegel und Strawalde)

### Teilnahme an zentralen und wichtigen regionalen Ausstellungen in der DDR
- 1957: Dresden („Junge Künstler“)
- 1958/1959, 1967/1968, 1972/1973, 1977/1978 und 1982/1983: Dresden, Deutsche Kunstausstellungen bzw. Kunstausstellungen der DDR
- 1961: Berlin, Akademie der Künste (Jahresausstellung 1961. „Junge Künstler. Malerei“)
- 1972, 1974, 1979 und 1985: Dresden, Bezirkskunstausstellungen